# Lista dos papas africanos

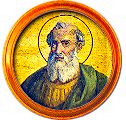
Papa Victor I foi um bérbere latinizado que estabeleceu latim como a língua oficial da Igreja católica em 195 A.D.

Foram três os papas que nasceram na África. De acordo com os registros dos Liber Pontificalis, os três eram da província romana África romana (correspondente ao território da moderna Tunísia e Líbia). Graças à conquista do Norte da África por muçulmanos durante o século VII, ficou reduzida a possibilidade de haver outro papa africano até aos tempos modernos.
- Papa Vítor I (189–199)[1]
- Papa Melquíades (310/311–314)[1]
- Papa Gelásio I (492–496)[1]

## Contexto histórico
Durante os primeiros séculos do cristianismo, a África romana foi um importante centro intelectual e religioso, produzindo figuras como Santo Agostinho, Tertuliano e Cipriano de Cartago. A região era conhecida por sua vibrante comunidade cristã e por suas contribuições teológicas. Nesse contexto, três africanos ascenderam ao papado.
A invasão árabe do século VII resultou no colapso do cristianismo organizado no Norte da África, extinguindo a possibilidade de novos papas africanos por mais de um milênio. Somente no século XXI, com o crescimento do catolicismo na África Subsaariana, surgiram especulações sobre a eleição de um papa africano moderno.